# Donaceus azhari
Donaceus azhari är en tvåvingeart som beskrevs av Zack och Sites 1988. Donaceus azhari ingår i släktet Donaceus och familjen vattenflugor. Inga underarter finns listade i Catalogue of Life.